# Fela!
Fela! est une comédie musicale juke-box écrite, dirigée et chorégraphiée par Bill T. Jones en 2008 consacrée au chanteur nigérian Fela Kuti dont la première sur Off-Broadway à New York a eu lieu le 4 septembre 2008,.

## Historique
Bill T. Jones, connu essentiellement pour ses créations de danse contemporaine depuis le début des années 1980, décide de s'inspirer de la vie du musicien Fela Anikulapo Kuti, et de la situation politique à Lagos au Nigéria dans les années 1970 pour écrire durant six ans sa première comédie musicale. Les répétitions ont eu lieu au 37 Arts en août 2008.
D'abord jouée, du 4 septembre au 5 octobre 2008, dans le cadre des spectacles « Off-Broadway » puis, à partir du 23 novembre 2009, au Eugene O'Neill Theater,, la comédie musicale est reprise à Londres du 6 novembre 2010 à la mi-janvier 2011, au National Theatre. Dele Sosimi, ancien clavier de Fela, y joue son propre rôle et intervient en tant que consultant spécialiste de l'afrobeat.
Cette comédie musicale a été récompensée par divers prix :
- pour le spectacle joué en septembre-octobre 2008 :
  - 3 Lucille Lortel Awards, en 2009, pour la musique, la chorégraphie (Bill T. Jones) et les costumes (Marina Draghici)[3] ;
  - 1 ITBA Award, en 2009, pour le meilleur spectacle de l'Off-Broadway[3] ;
  - 1 Obie Award, en 2009, pour l'interprétation de Sahr Ngaujah[3] ;
- pour le spectacle joué à partir de novembre 2009 :
  - 3 Tony Awards, en 2010, pour la chorégraphie (Bill T. Jones), les costumes (Marina Draghici) et l'ingénierie du son (Robert Kaplowitz)[7] ;
  - 1 Theatre World Award, en 2010, pour l'interprétation, par Sahr Ngaujah, du rôle de Fela[8].

## Distribution
- Fela Kuti : rôle interprété en alternance par Kevin Mambo (en) ou Sahr Ngaujah (en).